# Cosmic Girl (aeromobile)
Il Cosmic Girl, matricola attuale N744VG, è un Boeing 747-41R costruito nel 2001. L'aeromobile è stato comprato nel 2001 dalla Virgin Atlantic Airways, che lo ha utilizzato per il trasporto passeggeri, è stato quindi acquistato nel 2015 dalla Virgin Galactic per essere utilizzato, dopo un'opportuna modifica, come nave madre per il lancio dei lanciatori spaziali LauncherOne, ed è stato infine trasferito, così come l'intero progetto del LauncherOne, sotto la proprietà della Virgin Orbit, con conseguente cambio di livrea.

## Aereo di linea
Il Cosmic Girl è stato assemblato nel 2001 presso lo stabilimento Boeing di Everett dove è stato configurato come un 44/32/310 B747-41R, c/n. 32745. Il primo volo dell'aeromobile è stato effettuato il 29 settembre 2001, mentre la consegna alla Virgin Atlantic, e la conseguente registrazione con la matricola G-VWOW, è avvenuta poco più di un mese dopo, il 31 ottobre 2001.
La storia di volo del Cosmic Girl è stata piuttosto tranquilla, salvo quando, il 3 novembre 2005, durante un atterraggio sulla pista 27R all'aeroporto di Londra-Heathrow una raffica di vento trasversale fece inclinare il velivolo facendo toccare il suolo al suo motore sinistro più esterno (il numero 1).

## Piattaforma di lancio
Nel novembre 2015 l'aeromobile, che era concesso in leasing dalla Boeing alla Virgin Atlantic, è stato completamente acquistato dalla Virgin Galactic, che lo ha registrato con la matricola N744VG. La scelta dell'acquisto di 747 è stata motivata dalla grande capacità di carico di questo tipo di velivolo, l'intenzione era infatti quella di utilizzare il Cosmic Girl come nave madre per il lancio sia dello spazioplano SpaceShipTwo che del lanciatore spaziale LauncherOne. Con la creazione della Virgin Orbit nel 2017, la proprietà del Cosmic Girl passò a quest'ultima.
Inizialmente era stato previsto che il razzo LauncherOne fosse lanciato dall'aereo WhiteKnightTwo (WK2), già usato per il lancio del sopraccitato SpaceShipTwo. Tuttavia, quando fu deciso di aumentare le dimensioni del LauncherOne per acquisire una maggior percentuale del mercato del lancio di piccoli satelliti, questo divenne più grande del WK2, costringendo quindi la Virgin Galactic a valutare l'utilizzo di una nuova nave madre; da qui l'acquisto da parte della compagnia del Cosmic Girl. L'uso di tale aereo permette infatti di quadruplicare la capacità di carico del LauncherOne portandola a 400 kg. Sebbene un 747 fosse già stato utilizzato per trasportare e lanciare altri velivoli, inclusi gli Space Shuttle, il Cosmic Girl è il primo velivolo di questo tipo ad essere utilizzato come vera e propria piattaforma di lancio spaziale, dato che i due Shuttle Carrier Aircraft sono stati usati per lanciare gli orbiter in modo da provare l'atterraggio.
Dal giorno del suo acquisto il Cosmic Girl è stato oggetto di una importante revisione e di un opportuno adattamento in vista delle sue nuove funzioni. Le operazioni di conversione del velivolo sono terminate a metà 2017. Il sistema di aggancio del LauncherOne è stato posto sotto l'ala sinistra, tra la fusoliera e il motore sinistro più interno, laddove, in un 747, si può agganciare un altro motore da trasportare. In questo modo l'aereo sarà in grado di portare il LauncherOne, e il suo carico massimo di 400 kg, fino a alla quota di 10.700 m per poi lasciarlo e farlo partire.
Dopo essere stato annunciato per la fine del 2017, il primo lancio del LauncherOne, e quindi il primo utilizzo vero e proprio del Cosmic Girl nella sua nuova veste di nave madre, è avvenuto il 17 gennaio 2021.